# 諾斯島

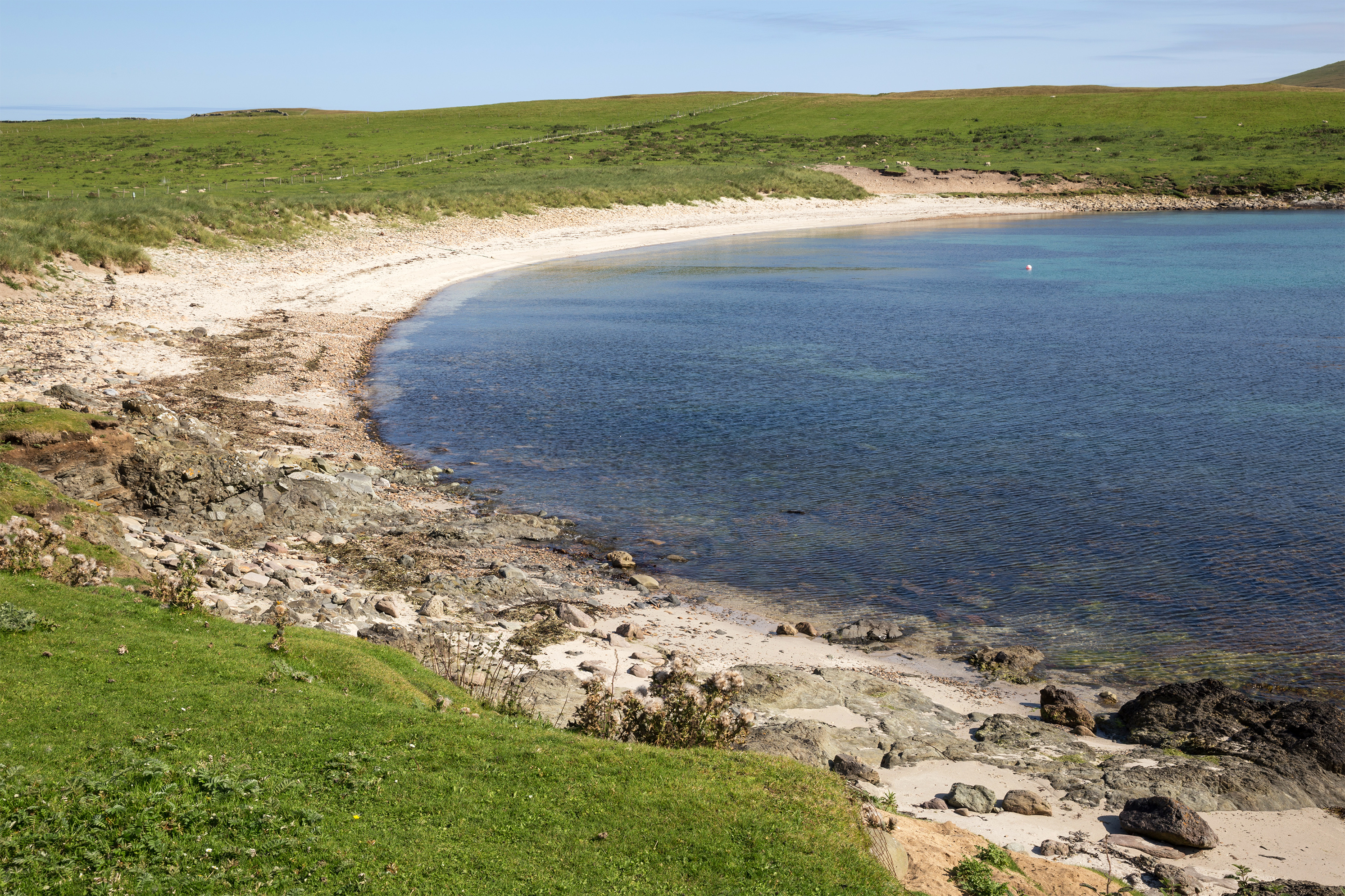

諾斯島（Isle of Noss）是蘇格蘭的島嶼，位於布雷塞島以東的大西洋海域，屬於昔德蘭群島的一部分，長2公里、寬2公里，面積3平方公里，最高點海拔高度181米，島上無人居住。

## 外部連結
- Noss（页面存档备份，存于） - Scotland's National Nature Reserves

60°8′47″N 1°1′10″W / 60.14639°N 1.01944°W